# 南回帰線

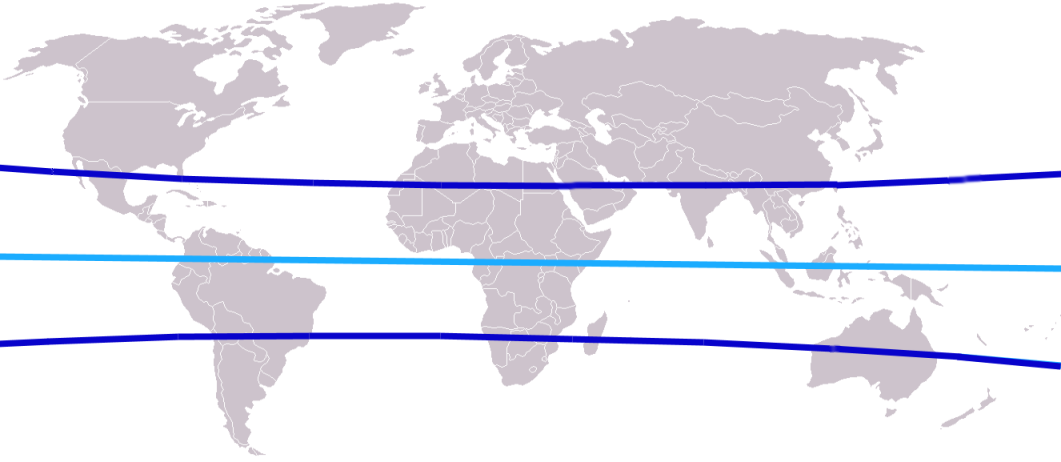
上の青線が北回帰線、中央の水色の線が赤道、下の青線が南回帰線。（ヴィンケル図法のため、緯線・経線ともにゆがみがある）

南回帰線（みなみかいきせん、英: Tropic of Capricorn、西: Trópico de Capricornio、葡: Trópico de Capricórnio）は、惑星や衛星の南半球に位置する回帰線である。本項では地球の南回帰線について述べる。
南緯23度26分21秒（-23.439444度）に位置しているが、地球の軌道系の変化に伴って毎年微妙な誤差がある。
英語などヨーロッパの言語の多くで南回帰線のことをCapricornと呼ぶが、これは、西洋占星術の磨羯宮（黄経270°〜300°）が冬至点から始まることによる。

## 南回帰線が通る国と地域

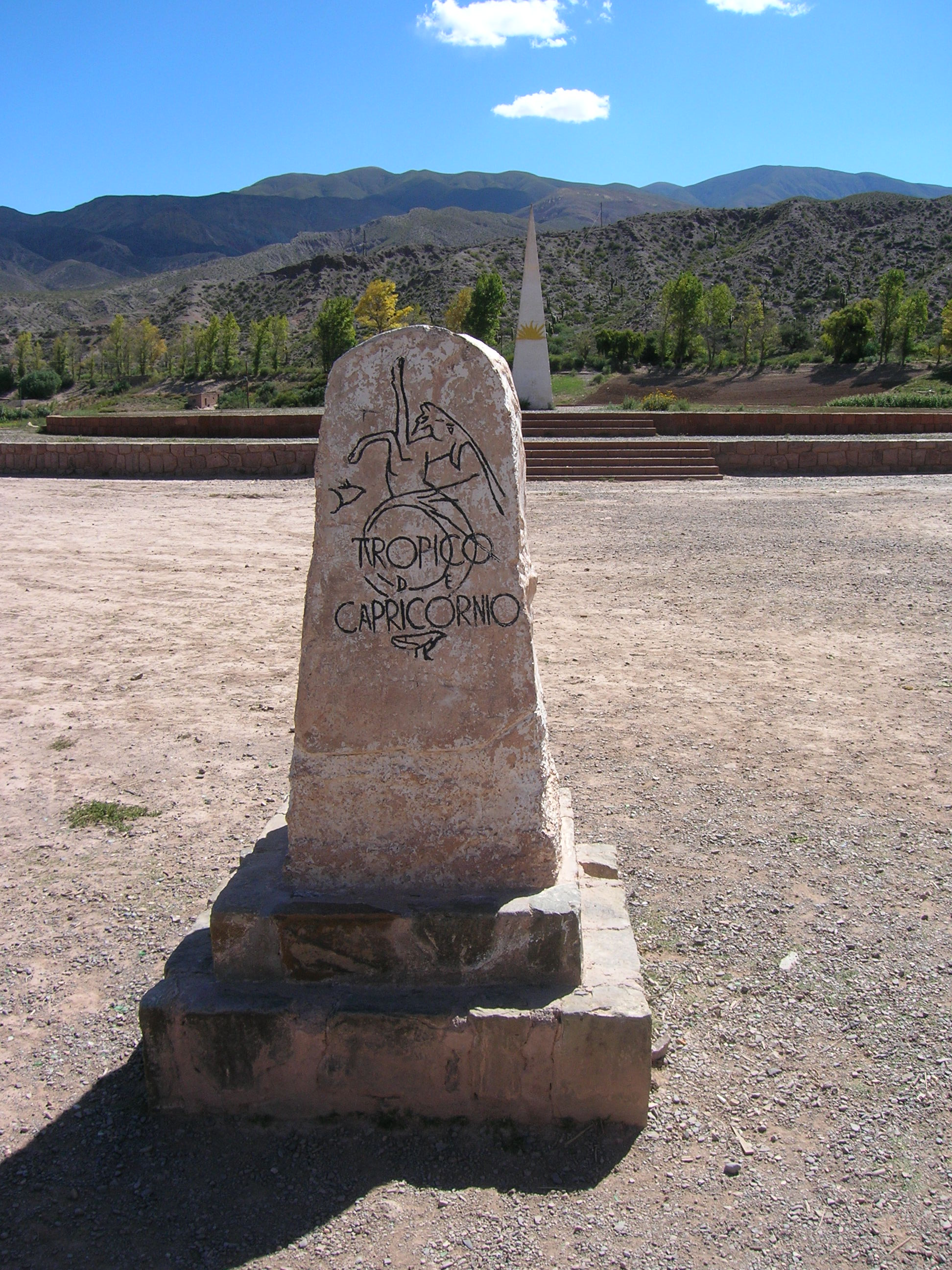
南回帰線を示すモニュメント（アルゼンチン）

経度180°から東回りに並べる。
- トンガ
- フランス領ポリネシア
- チリ
- アルゼンチン
- パラグアイ
- ブラジル
- ナミビア
- ボツワナ
- 南アフリカ
- モザンビーク
- マダガスカル
- オーストラリア
- オーストラリア領コーラル・シー諸島

## 南回帰線に近い都市
- ロックハンプトン（オーストラリア）
- アントファガスタ（チリ）
- サンパウロ（ブラジル）
- トゥリアラ（マダガスカル）